# Vamos
Vamos (oficjalna nazwa: Vamos por una Guatemala Diferente) – centroprawicowa partia polityczna w Gwatemali założona w 2017 roku. Partię prowadzi od 2020 roku prezydent Gwatemali – Alejandro Giammattei. Wiceprezesem partii jest Guillermo Castillo.
Kluczowe znaczenie w ideologii partii mają konserwatyzm społeczny i liberalizm gospodarczy. 